# William Mounoussamy
Willam Mounoussamy est un footballeur réunionnais qui évolue au poste de défenseur et de milieu à l'ES Etang Salé.

## Palmarès
- Champion de La Réunion en 1998,2001 et 2002 avec la SS Saint-Louisienne, en 2009,2010 avec l'US Stade Tamponnaise
- Vainqueur de la coupe régionale de France en  2002 avec la SS Saint-Louisienne, en 2011 avec l'US Stade Tamponnaise et 2016 avec l'excelsior
- Vainqueur de la coupe de La Réunion en 1998,1999 et 2002 avec la SS Saint-Louisienne et en 2009,2012 avec l'US Stade Tamponnaise
- Vainqueur de la coupe des DOM en 1998 avec la SS Saint-Louisienne
- Vainqueur de la coupe des DOM-TOM en 2003 avec la SS Saint-Louisienne
- Vainqueur de la Coupe des clubs champions de l'océan Indien en 2011 avec l'US Stade Tamponnaise
- Vainqueur des jeux des îles en 2007 et 2015
- Vainqueur de la Coupe de l'Outre-Mer en 2008.